# Конгсберг (родовище)
Конгсберг — історичне родовище срібла в Європі, Норвегія.

## Історія
У 1623 р. у Норвегії було відкрито одне з найбагатших європейських родовищ срібла Конгсберг («королівська гора»). Перший і найбільш багатий рудник мав назву «Королівський», а вже у XVIII ст. тут діяло більше 100 копалень. Період між 1704 і 1723 рр. був найбільш щасливим, коли річний прибуток перебільшував 100 000 талерів. Прикметно, що в Конгсбергу розташовувався монетний двір, де і карбували ці талери. На монеті були зображені гірничі молотки під монограмою короля Данії та Норвегії Фрідріха IV. Руди були представлені здебільшого самородним сріблом у вигляді суцільних дротинок, гілочок, ворси. Зустрічалися й великі кристалічні самородки вагою у де-сятки кілограмів (найбільший — у 252 кг зберігається в Копенгагенській кунсткамері). Товщина жил — у межах від кількох сантиметрів до 1,2 — 1,5 м.
На початку XIX ст. рудники були збитковими, поклади вважали значною мірою вичерпаними. Друге життя Конгсбергу дав його перший «Королівський рудник», де в 1827 р. було відкрито продовження південної жили з незвичайно великим вмістом срібла (глибина покладу — 405 м).
Родовище в Конгсбергу експлуатували до середини ХХ ст. Загалом тут було видобуто 1270 т срібла. Максимальна глибина розробки сягала 1076 м.